# HelloFresh
HelloFresh SE er en tysk leverandør af måltidskasser. De er tilstede i USA, Australien, Canada, New Zealand, Japan og Europa. HelloFresh blev etableret i november 2011 i Berlin.